# Baráth Etele
Baráth Etele Béla (Budapest, 1942. január 28.) magyar építész, c. egyetemi tanár /BCE/, politikus, volt miniszter, a Magyar Kajak-Kenu Szövetség volt elnöke.

## Tanulmányai
A budapesti Toldy Ferenc Gimnáziumban érettségizett 1960-ban. 1961–1967 között a Budapesti Műszaki Egyetem Építészmérnöki Karán tanult, eközben egy évig Párizsban, az École des Beaux Arts-on tanul. 1967-ben szerzett diplomát. 1978–1980 között az MLEE-n hallgatott filozófiát, valamint 1981–1985 között vezetőképző tanfolyamon vett részt. 1985-ben szerzett doktorátust. 

## Építészi karrierje
1960–1961 között betanított munkásként dolgozott. Párizsi éve alatt egy francia építészirodában szerkesztő. 1967–1971 között a Buváti tervezője volt, majd utána két évig Zalaegerszeg főépítésze, később a Zala Megyei Tanács Tervező Vállalatának komplex magasépítési irodavezetője. 1974–1986 között a VÁTI Regionális Tervezési Iroda műteremvezetője, majd osztályvezetője, később irodavezetője volt. 1981–1985 között a Társadalomtudományi Intézet munkatársaként tevékenykedett. 1986–1988 között a Magasépítési Tervező Vállalat igazgatója volt.
1974–1985 között a Budapesti Műszaki és Gazdaságtudományi Egyetem városépítési tanszék adjunktusa, majd vendégtanára. 1981-től 1995-ig (két tanév kihagyással) az ELTE Térképtudományi Tanszékén vendégoktatóként tanított urbanisztikát. 1987–1988 között a montpellier-i Paul Valéry Egyetem vendégoktatója volt. 1985–2006 között a Corvinus Egyetem címzetes egyetemi tanárrá nevezte ki.
1985–1990 között a Magyar Építőművész Szövetség (MÉSZ) városrendezési és környezetvédelmi bizottságának vezetője volt.
1992–1995 között egy építészeti holding vezérigazgatója. Több urbanisztikai társaság tagja.

## Közéleti pályafutása
1980-ban lépett be az MSZMP-be, de abból 1987-ben kilépett. 1989–1990 között a Közlekedési, Hírközlési és Építésügyi Minisztérium államtitkára, majd 1992-ig a világkiállítás kormánybiztosa. Eközben egy rövid ideig a Környezetvédelmi és Területfejlesztési Minisztérium területpolitikával foglalkozó helyettes államtitkára.
1992-ben a Munkaadók Országos Szövetségének elnökévé választották, pozícióját 1994-ig viselte. 1993–1995 között a Magyar Gazdasági Kamara, majd 1996-ig jogutódjának, a Magyar Munkaadói Szövetség alelnöke volt.
1994-ben az MSZP színeiben, pártonkívüliként indult az 1994-es országgyűlési választáson, ahol a budapesti 21. számú egyéni választókerületben (Zugló fele) egyéni mandátumot szerzett. A ciklusban a környezetvédelmi bizottság elnöke volt. Az 1994-es önkormányzati választáson az MSZP főpolgármester-jelöltje volt, de alulmaradt Demszky Gáborral szemben. Az 1998-as országgyűlési választáson pártja budapesti területi listájáról szerzett mandátumot, az MSZP-frakció helyettes vezetőjeként dolgozott.
2002-ben újra egyéni mandátumot szerzett, a Miniszterelnöki Hivatalban a Nemzeti Fejlesztési Terv és EU-Támogatások Hivatalát vezető politikai államtitkár. 2004-ben Medgyessy Péter miniszterelnök eredetileg gyermek-, ifjúsági és sportminiszterré nevezte volna ki, de az SZDSZ Csillag István leváltása miatt megvonta a bizalmat a kormányfőtől. Gyurcsány Ferenc miniszterelnök októberben az európai ügyekért felelős tárca nélküli miniszterré nevezte ki. Ő felügyelte a Nemzeti Fejlesztési Hivatal és az Európai Ügyek Hivatalának munkáját is. Posztját a ciklus végéig megtartotta, azonban a 2006-os országgyűlési választás után létrejött Nemzeti Fejlesztési Ügynökség élén már más, a későbbi miniszterelnök, a pártonkívüli Bajnai Gordon követte. Baráth 2006-ban újra egyéni mandátumot szerezve jutott be az Országgyűlésbe.
A 2009-es európai parlamenti választások után derült ki, hogy felfüggesztette MSZP-tagságát, mert nem értett egyet pártja egyes személyzeti döntéseivel és az uniós fejlesztések irányával. A 2010-es országgyűlési választáson nem indult. 2010 óta az Európai Gazdasági és Szociális Bizottság tagja. A Magyar Közgazdasági Társaság (MKT) Fejlesztéspolitikai Szakosztályának elnöke, 2020-tól az MKT elnökségi tagja.

## Sportvezetői tevékenysége
Politikai karrierje mellett a sportdiplomáciában is aktív. Fiatal korában kajakosként aktívan sportolt. 1993–1995 között a Budapesti Kajak-Kenu Szövetség elnöke volt, 1995-ben a Magyar Kajak Kenu Szövetség vezetőjévé választották. Közben négy évig a Nemzetközi Szövetség Elnökségének tagja, melyről önként mondott le Vaskuti István olimpiai bajnok kenus javára. A Magyar Olimpiai Bizottság tagja volt, 1997-ben elnökségi tag lett, majd 2000–2002 között a Bizottság alelnöke volt, 2004-ig pedig a gazdasági bizottság vezetőjeként dolgozott. Négy olimpián a magyar kajakosok-kenusok elnökeként vett részt, Pekingben csapatvezetőként. 1998-ban a Nemzetközi Kajak-Kenu Szövetség elnökségi tagjává választották. 2009-ben a Nemzeti Sportszövetség Az év sportvezetője díjjal ismerte el tevékenységét. 2016 decemberében nem jelöltette magát újra a Magyar Kajak Kenu Szövetség elnök választásán. Ezt követően a szervezet közgyűlésének elnöke és a stratégiai bizottság vezetője lett.

## Családja
Nős, felesége jogász, a Legfelsőbb Bíróság tagja. Három felnőtt fiúgyermekük van. A legidősebb, Baráth Gergely, az 1990-es évek elején a Fideszben politizált, 1990–1994 között a Fővárosi Közgyűlés tagja volt.

## Díjai
- Magyar Urbanisztikai Társaság Hild érem (1997)
- Építőipari Tudományos Egyesület ÉTE Dij (1998)
- Magyar Köztársaság Elnöki emlékérem (1998)
- Gobierno de Espana: Grand Cross of the Order of Civil Merit (2005)
- MOB Olimpiai Érdemérem (2008)
- Budapest Főváros Közgyűlése Papp László Sportdíj (2010)
- ICF Aranyérem (2014)
- Magyar Kajak-kenu sport arany érdemérem (2016)
- MUSZ Dr Pogány Frigyes Díj (2017)
- Magyar fair play díj, a sport szolgálatában trófea (2018)
- A Magyar Érdemrend középkeresztje (2022)